# La Rioja (Espanha)

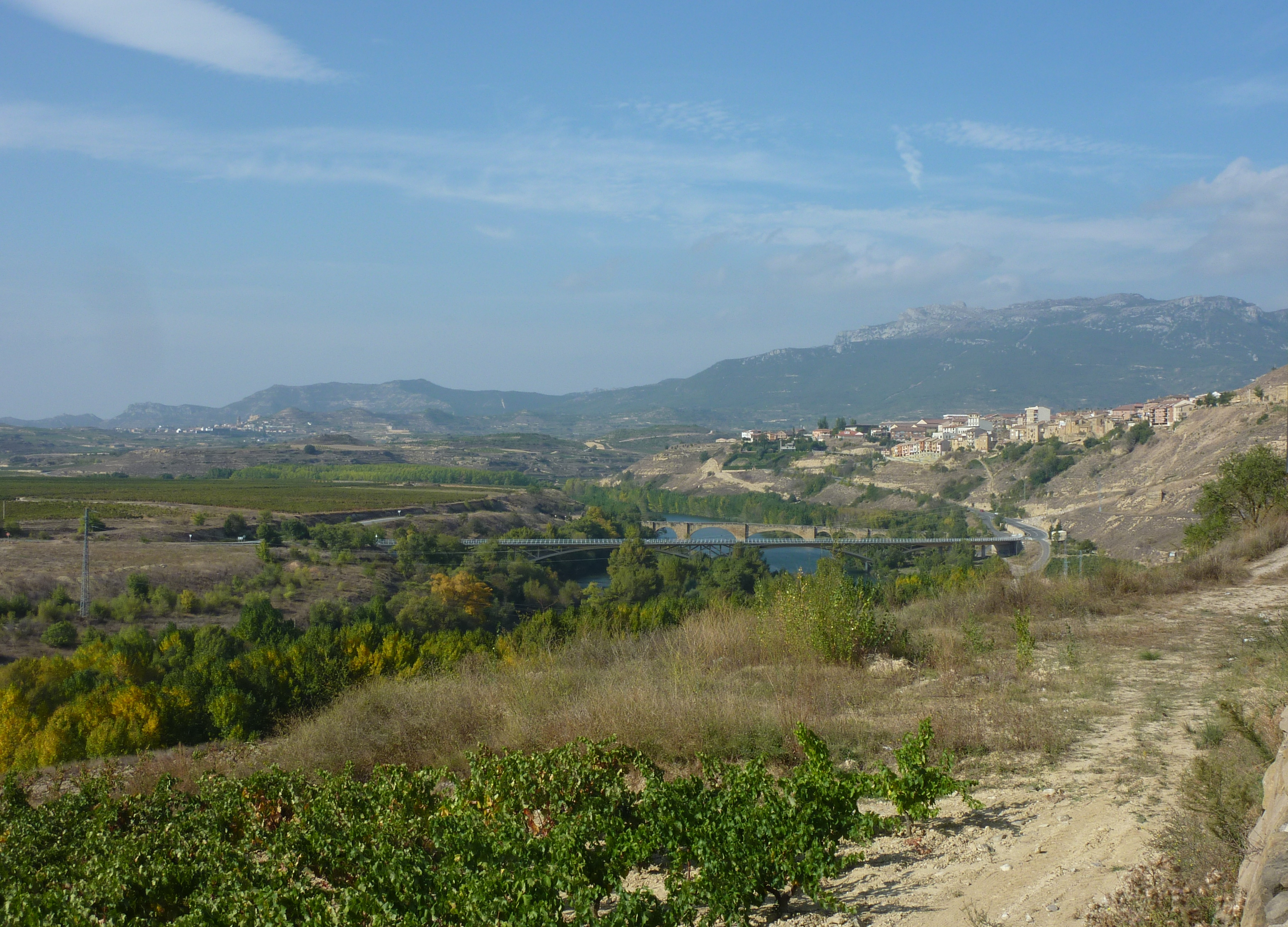
O Ebro em La Rioja

A Rioja (em castelhano, La Rioja) é uma comunidade autónoma espanhola constituída por apenas uma província com o mesmo nome, localizada no norte da Península Ibérica. Inclui parte do vale do Ebro, ao norte, e ao sul o Sistema Ibérico.
Por se constituir de uma única província não há Conselho Municipal e é organizado em 174 municípios. A sua capital é Logronho. Outras cidades importantes são Calahorra, Arnedo, Haro e Nájera.
Faz fronteira com o País Basco ao Norte (Província de Álava); Navarra, no nordeste; Aragão ao sudeste (província de Saragoça) e Castela e Leão no oeste e sul (província de Burgos, Sória).
Antiga terra de tribos pré-romanas como berones, pelendones e bascos, depois de reconquistada dos muçulmanos fez parte do Reino de Pamplona-Nájera, do Reino de Viguera e do Reino de Navarra, sendo posteriormente incorporada o Reino de Castela.
A Rioja permaneceu dividida entre as administrações municipais das províncias de Burgos e Sória até 1833, quando se criou a província de Logronho, mudando o nome da província para a Rioja, em 1980, como um prelúdio para a sua constituição como Comunidade Autônoma, na sequência da aprovação do Estatuto do San Millán, em 1982, segundo a qual é uma região com identidade histórica. A primeira referência à Rioja aparece na Carta de Miranda de Ebro em 1099.

## Símbolos

### Bandeira
A bandeira foi aprovada pela antiga província de Logronho em 1979 e aparece no Estatuto de autonomia de 1982, segundo o qual a bandera está formada por quatro faixas horizontais e de igual tamanho, de cores vermelha, branca, verde e amarelo. Além disso, o escudo figura no centro da bandeira.

### Escudo
O escudo de La Rioja é descrito heraldicamente nos artículos sexto e sétimo da Lei 4/1985, de 31 de maio (BOLR n.º 64, de 4 de junho):

## Demografia
A Rioxa conta, segundo dados do INE de 2010, com uma população de 322 415 habitantes, sendo 161 884 homens e 160 531 mulheres, 713 pessoas a mais que no ano de 2009, com uma densidade populacional de 63,76 habitantes por km². É a Comunidade autónoma com menor população da Espanha. Sua capital, Logronho, com 152 650 habitantes, é a cidade mais povoada.

## Comarcas

Comarcas da Rioja.

A Comunidade da Rioxa carece de uma comercialização que tenha relevância administrativa. Tradicionalmente é usado os nove partidos judiciais que existiam na antiguidade, correspondentes a Haro, Santo Domingo de la Calzada, Nájera, Logronho, Torrecilla en Cameros, Calahorra, Arnedo, Alfaro e Cervera del Río Alhama.
De forma geral, a Rioxa se considera dividida em três subregiões, quais sejam: Alta, Media e Baixa, baseando-se na passagem do rio Ebro, contando cada uma delas como zona de vale na sua zona norte, de clima mediterrâneo e zona de serra na zona sul, de clima continental.
Em outras palavras, a Rioxa está dividida da seguinte maneira:
- Rioja Alta
  - Vale: Haro, Nájera e Santo Domingo de la Calzada
  - Serra: Anguiano e Ezcaray
- Rioja Média
  - Vale: Logronho
  - Serra: Tierra de Cameros (Dividido en Camero Nuevo e Camero Viejo)
- Rioja Baixa
  - Vale: Alfaro, Arnedo e Calahorra
  - Serra: Cervera

### Principais localidades
| Localidade                  | Habitantes (2010) |
| --------------------------- | ----------------- |
| Logronho                    | 152 650           |
| Calahorra                   | 24 876            |
| Arnedo                      | 14 425            |
| Haro                        | 11 960            |
| Alfaro                      | 9 813             |
| Nájera                      | 8 404             |
| Lardero                     | 8 118             |
| Santo Domingo de la Calzada | 6 737             |
| Villamediana de Iregua      | 6 723             |
| Autol                       | 4 385             |

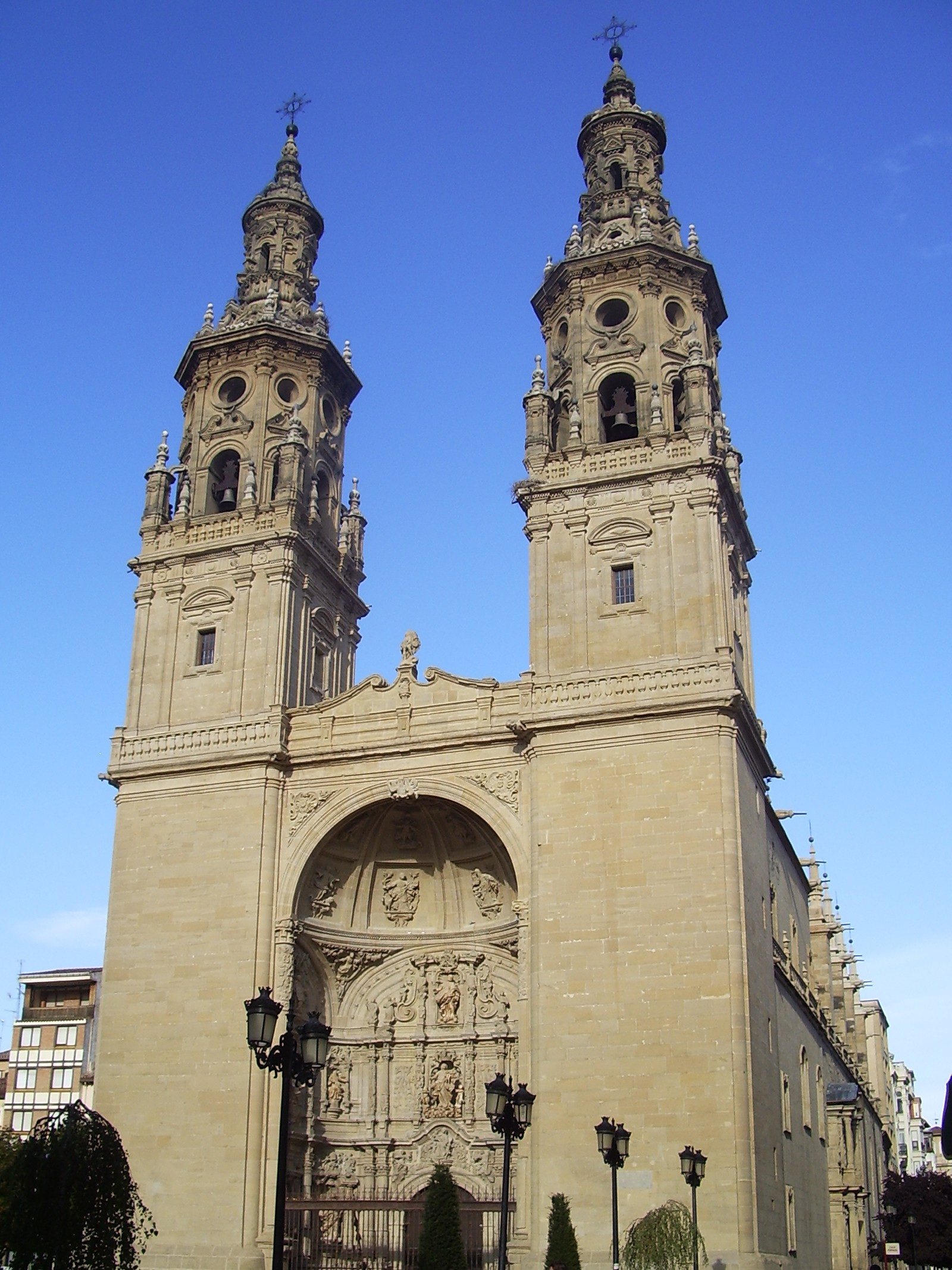
Concatedral de Santa Maria da Redonda, Logronho.

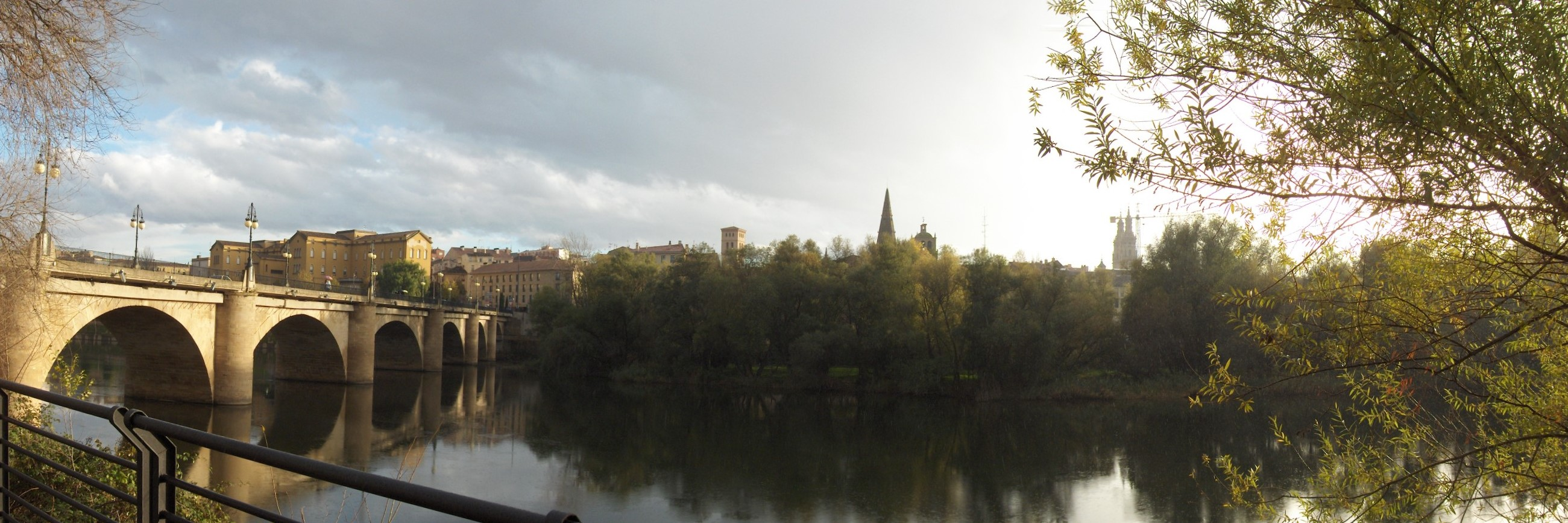
Logronho, capital da Rioja com 152.650 habitantes

Ainda na mesma pesquisa, dos 174 municípios da comunidade, em 150 há mais homens do que mulheres, em 2 deles a quantidade é igual e 22 tem mais mulheres que homens.